# بارام (سقز)
قرية بارام (بالكردية: بارام) هي إحدى القرى التابعة لـذو الفقار في ريف قسم سرشيو من مقاطعة سقز، في محافظة كردستان الإيرانية.

## السكان
حسب إحصاءات سنة 2006، بلغ إجمالي السكان في بارام 148 نسمة وعدد المساكن 26 مسكن. لغة سكان بارام هي اللغة الكردية و هم من أهل السنة والجماعة والمذهب الشافعي.